# Dean Garcia
Dean Garcia (3 de mayo de 1958 en Londres) es un músico británico, reconocido por su colaboración con la agrupación Curve entre 1990 y 2005. También ha grabado álbumes como solista y ha colaborado con otros artistas y grupos como Jeff Beck y Eurythmics.

## Discografía

### State of Play
- Balancing the Scales (1986)

### Curve
- Pubic Fruit (1992)
- Doppelgänger (1992)
- Radio Sessions (1993)
- Cuckoo (1994)
- Come Clean (1998)
- Open Day at the Hate Fest (2001)
- Gift (2001)
- The New Adventures of Curve (2002)
- The Way of Curve (2004)
- Rare and Unreleased (2010)

### Headcase
- Mushiness (1999)[2]
- Crosseyedrabbit (2003)[2]

### The Secret Meeting
- Shiver X EP (2007)
- Ultrashiver (2007)
- Shooting Laser Beams (2007)

### KGC
- Dirty Bomb (2006)

### SPC ECO
- 3-D (2009)
- Alternative Mixes and Remixes (2010)
- You Tell Me (2011)
- Dark Notes (2012)

### Solista
- How Do You Feel? (2011)